# Imanol Erviti
Imanol Erviti Ollo (Pamplona, 15 novembre 1983) è un dirigente sportivo ed ex ciclista su strada spagnolo, professionista dal 2005 al 2023, dal 2024 è direttore sportivo del team Ineos Grenadiers.

## Carriera
Dal 2005 corre tra i professionisti nel team Movistar, conosciuto fino al 2010 come Caisse d'Epargne. All'attivo vanta la vittoria di due tappe alla Vuelta a España, una nell'edizione 2008 a Las Rozas e una in quella 2010 a Vilanova i la Geltrú. Si è inoltre aggiudicato la Vuelta a La Rioja 2011.

## Palmarès
- 2004 (Serbitzu-Kirolgi, dilettanti)

2ª tappa Vuelta Ciclista a Valladolid
6ª tappa Vuelta a Navarra
- 2008 (Caisse d'Epargne, una vittoria)

18ª tappa Vuelta a España (Valladolid > Las Rozas de Madrid)
- 2010 (Caisse d'Epargne, una vittoria)

10ª tappa Vuelta a España (Tarragona > Vilanova i la Geltrú)
- 2011 (Movistar Team, una vittoria)

Vuelta a La Rioja

### Altri successi
- 2007 (Caisse d'Epargne)

1ª tappa Tour Méditerranéen (cronosquadre)
1ª tappa Volta Ciclista a Catalunya (Salou > Salou, cronosquadre)
- 2009 (Caisse d'Epargne)

2ª tappa Tour Méditerranéen (cronosquadre)
- 2012 (Movistar Team)

1ª tappa Vuelta a España (Pamplona > Pamplona, cronosquadre)
- 2014 (Movistar Team)

1ª tappa Vuelta a España (Jerez de la Frontera > Jerez de la Frontera, cronosquadre)

## Piazzamenti

### Grandi Giri
- Giro d'Italia

2006: 81º
- Tour de France

2010: 74º
2011: 88º
2012: non partito (7ª tappa)
2013: 118º
2014: 81º
2015: 115º
2016: 108º
2017: 92º
2018: 77º
2019: 99º
2020: 74º
2021: 67º
2022: non partito (18ª tappa)
- Vuelta a España

2007: 62º
2008: 99º
2009: 100º
2010: 78º
2011: 125º
2012: 132º
2013: 102º
2014: 63º
2015: 100º
2016: 84º
2018: 92º
2019: 64º
2020: 47º
2021: 66º
2023: 78º

### Classiche monumento
- Milano-Sanremo

2005: 160º
2006: 120º
2007: 51º
2008: 85º
2009: 58º
- Giro delle Fiandre

2005: ritirato
2006: ritirato
2007: 70º
2008: 73º
2009: 56º
2010: ritirato
2011: 66º
2012: 78º
2013: 90º
2014: 55º
2015: 119º
2016: 7º
2017: 87º
2018: 60º
2019: 43º
2021: ritirato
2022: 71º
- Parigi-Roubaix

2005: ritirato
2006: 50º
2007: 94º
2008: 69º
2009: 40º
2010: ritirato
2011: 45º
2012: 50º
2013: 82º
2014: 61º
2015: 64º
2016: 9º
2017: 61º
2018: 30º
2019: 73º
2021: ritirato
2022: ritirato
- Liegi-Bastogne-Liegi

2010: 127º
2012: 101º
2013: ritirato
2014: 124º
2015: ritirato
2016: ritirato
2017: 134º
2018: 126º
2019: 92º
2020: 72º
- Giro di Lombardia

2007: 44º
2008: 75º
2009: ritirato
2010: ritirato
2011: ritirato
2022: 93º
2023: 96º

### Competizioni mondiali
- Campionati del mondo

Melbourne 2010 - In linea Elite: ritirato
Copenaghen 2011 - In linea Elite: 92º
Ponferrada 2014 - Cronosquadre: 6º
Ponferrada 2014 - In linea Elite: 65º
Richmond 2015 - In linea Elite: ritirato
Doha 2016 - Cronosquadre: 6º
Doha 2016 - Cronometro Elite: 37º
Doha 2016 - In linea Elite: 33º
Bergen 2017 - Cronosquadre: 6º
Bergen 2017 - In linea Elite: 54º
Innsbruck 2018 - Cronosquadre: 6º
Yorkshire 2019 - In linea Elite: 44º
Fiandre 2021 - In linea Elite: 43º
- Giochi olimpici

Rio de Janeiro 2016 - In linea: ritirato

### Competizioni europee
- Campionati europei

Herning 2017 - In linea Elite: 54°
Trento 2021 - In linea Elite: ritirato
Drenthe 2023 - In linea Elite: 40°